# Timberlane (Luisiana)
Timberlane es un lugar designado por el censo ubicado en la parroquia de Jefferson en el estado estadounidense de Luisiana. En el Censo de 2010 tenía una población de 10243 habitantes y una densidad poblacional de 2.641,85 personas por km².

## Geografía
Timberlane se encuentra ubicado en las coordenadas 29°52′44″N 90°1′48″O / 29.87889, -90.03000. Según la Oficina del Censo de los Estados Unidos, Timberlane tiene una superficie total de 3.88 km², de la cual 3.88 km² corresponden a tierra firme y (0%) 0 km² es agua.

## Demografía
Según el censo de 2010, había 10243 personas residiendo en Timberlane. La densidad de población era de 2.641,85 hab./km². De los 10243 habitantes, Timberlane estaba compuesto por el 51.26% blancos, el 35.55% eran afroamericanos, el 0.5% eran amerindios, el 5.68% eran asiáticos, el 0.03% eran isleños del Pacífico, el 4.12% eran de otras razas y el 2.86% pertenecían a dos o más razas. Del total de la población el 11.57% eran hispanos o latinos de cualquier raza.

## Educación
Las Escuelas Públicas de la Parroquia de Jefferson gestiona escuelas públicas.